# Iain Crichton Smith
Iain Crichton Smith (1. ledna 1928, Glasgow – 15. října 1998, Taynuilt) byl skotský básník, romanopisec, překladatel a esejista. Jeho mateřským jazykem byla skotská gaelština, ale psal i anglicky.

## Život
Iain Crichton Smith (v gaelštině Iain Mac a´Ghobhainn) se narodil 1. ledna 1928 v Glasgow, avšak o dva roky později se spolu s rodiči, kteří byli oba původem ze skotské Vysočiny, přestěhoval na ostrov Lewis. Smithův otec brzo zemřel a Iain a jeho dva bratři vyrůstali pouze s matkou ve skrovných poměrech ve vesnici Bayble. Dětství a mládí strávené v malé, gaelsky mluvící komunitě, mělo významný vliv na Smithovu pozdější literární tvorbu. Lewis byl v této době jednou z příslovečných „pevností" Svobodné presbyteriánské církve, proti jejímuž vlivu se Smith vymezuje ve svém díle.
Po dokončení střední školy Smith opustil Lewis a odešel do Aberdeenu, kde vystudoval anglickou literaturu na Aberdeenské univerzitě. Po ukončení studií pracoval jako učitel angličtiny v Clydebanku a Obanu. Roku 1977 se oženil s Donaldou Logan a v témže roce zanechal učitelské profese a začal se naplno věnovat literatuře.

## Dílo
Iain Crichton Smith byl velmi produktivním autorem v mnoha žánrech a ve dvou jazycích. Významné jsou rovněž jeho překlady – roku 1971 vyšel jeho překlad významné sbírky Sorleyho MacLeana Dàin do Eimhir agus Dàin Eile (Básně pro Eimhir a jiné básně) do angličtiny, který zpřístupnil toto zásadní dílo skotské gaelské poezie čtenářům, kteří skotskou gaelštinu neovládají.

## Poezie ve skotské gaelštině (výběr)
- Bìobuill is Sanasan-Reice (Bible a reklamy, 1965)
- Eadar Fealla-dhà is Glaschu (Mezi zábavou a Glasgow, 1974)
- Na h-Eilthirich (Vyhnanci, 1983)
- An t-Eilean agus an Cànan (Ostrov a řeč, 1987)

## Poezie v angličtině (výběr)
- The Long River (1955)
- The Law and the Grace (1965)
- Love Songs and Elegies (1972)
- Ends and Beginnings (1994)

## Próza ve skotské gaelštině (výběr)
- An Dubh is an Gorm (Černá a modrá, 1963)
- An t-Aonaran (Poustevník, 1976)
- Na Speuclairean Dubha (Černé brýle, 1989)

## Próza v angličtině (výběr)
- Consider the Lillies (1968)
- The Last Summer (1969)
- The Search (1983)
- In the Middle of the Wood (1987)
- An Honourable Death (1992)